# کپلر-۱۶۴۹سی

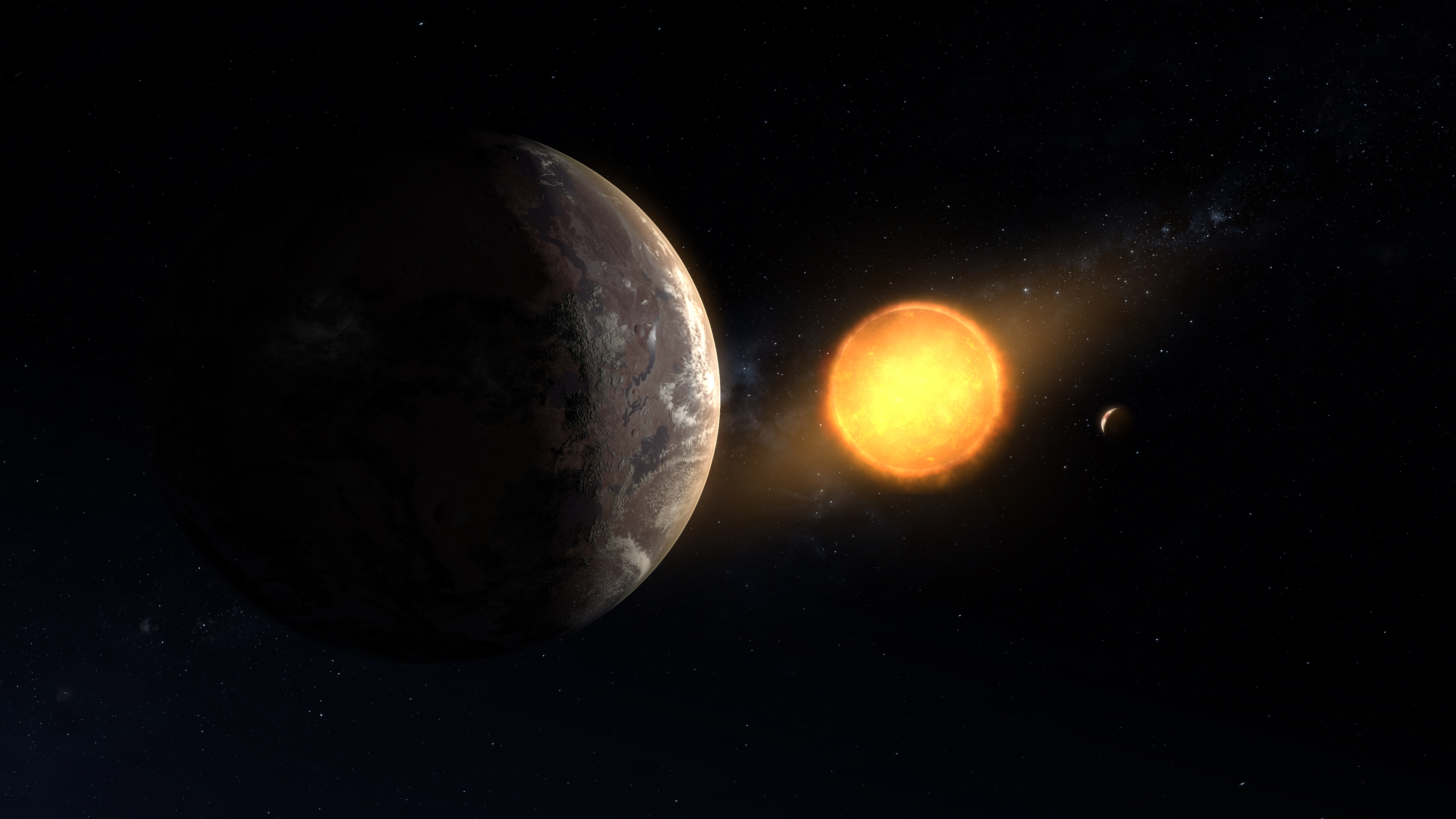
سیاره کپلر۱۶۴۹سی، به همراه ستاره میزبان و کپلر۱۶۴۹بی

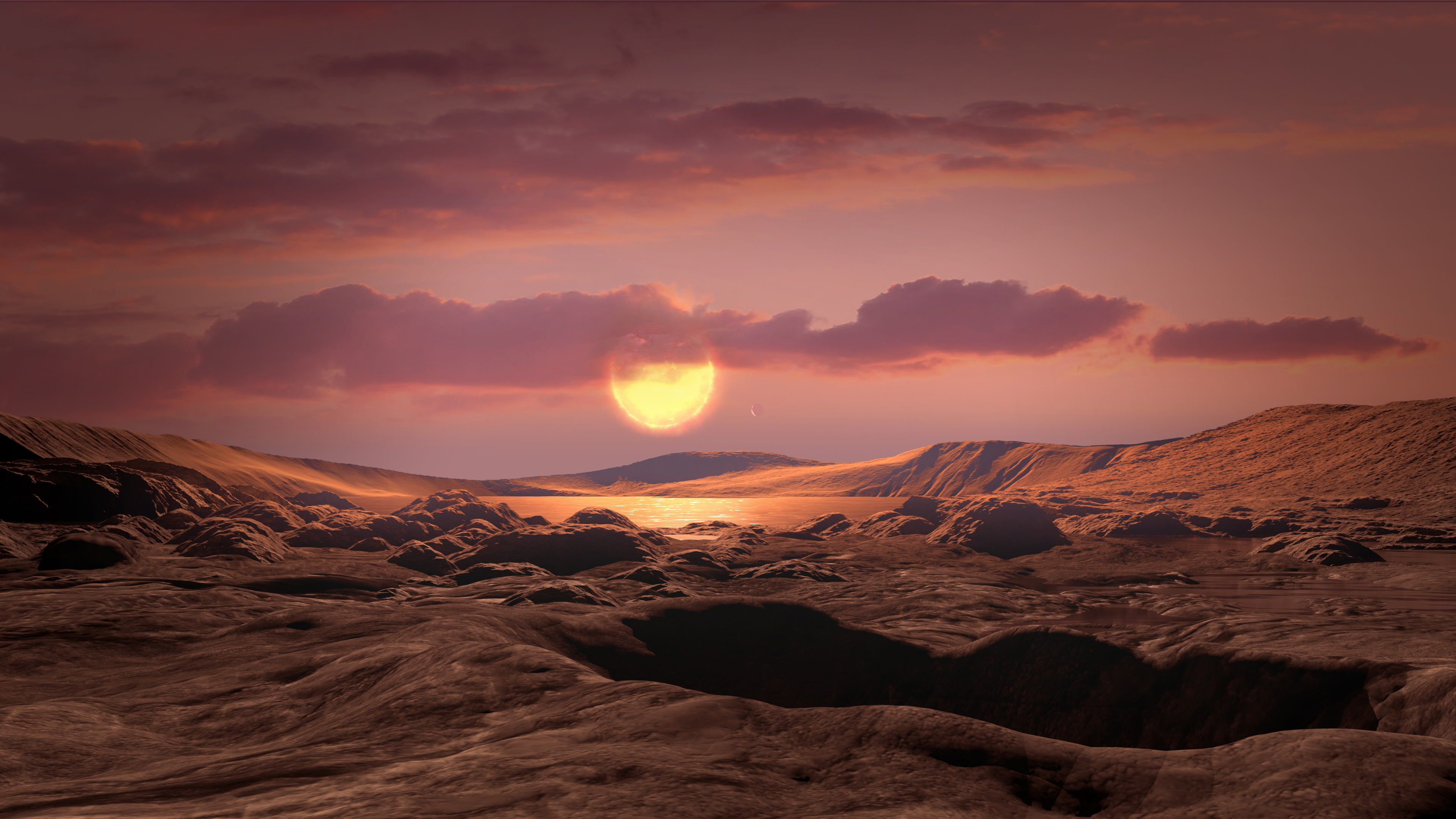
اثری هنری از سطح کپلر۱۶۴۹سی

کپلر-۱۶۴۹سی (Kepler-1649c) یک سیاره فراخورشیدی است که به دور یک کوتوله سرخ می‌چرخد. این سیاره ۳۰۰ سال نوری با زمین فاصله دارد. این سیاره که ابتدا توسط ناسا به عنوان یک سیاره سنگی تشخیص داده شده بود، بسیار به زمین شباهت دارد و ۱٫۰۶ برابر بزرگتر از زمین است. اطلاعات کمی دربارهٔ شرایط جوی کپلر-۱۶۴۹سی وجود دارد و تنها دانسته‌است که ۷۵٪ نوری را که زمین از خورشید می‌گیرد، از سوی ستاره میزبان خود دریافت می‌کند. این سیاره فراخورشیدی از داده‌های تلسکوپ فضایی کپلر کشف شده است. از این سیاره به عنوان زمین دوم یاد شده است.

## روش کشف
تلسکوپ فضایی کپلر ناسا که در سال ۲۰۱۸ بازنشسته شد، با استفاده از تکنیکی به نام «تکنیک گذر» این سیاره را در مدار ستاره‌ آن شناسایی ‌کرد. در واقع زمانی که یک سیاره از مقابل چهره رو به تلسکوپ ستارۀ میزبانش عبور کند، کمی از نور تابیده شده از ستاره را کم کرده که به این پدیده گذر گفته می‌شود. دانشمندان با استفاده از تغییرات در نور ستاره می‌توانند ابعاد سیاره را تخمین بزنند و با استفاده از فاصله زمانی میان دو گذر می‌توانند وسعت مدار سیاره را محاسبه کرده و درجه حرارت آن را تخمین بزنند و بر اساس این اطلاعات، میزان محتمل بودن وجود حیات بر روی سیاره مشخص خواهد شد.